# Abalos Colles

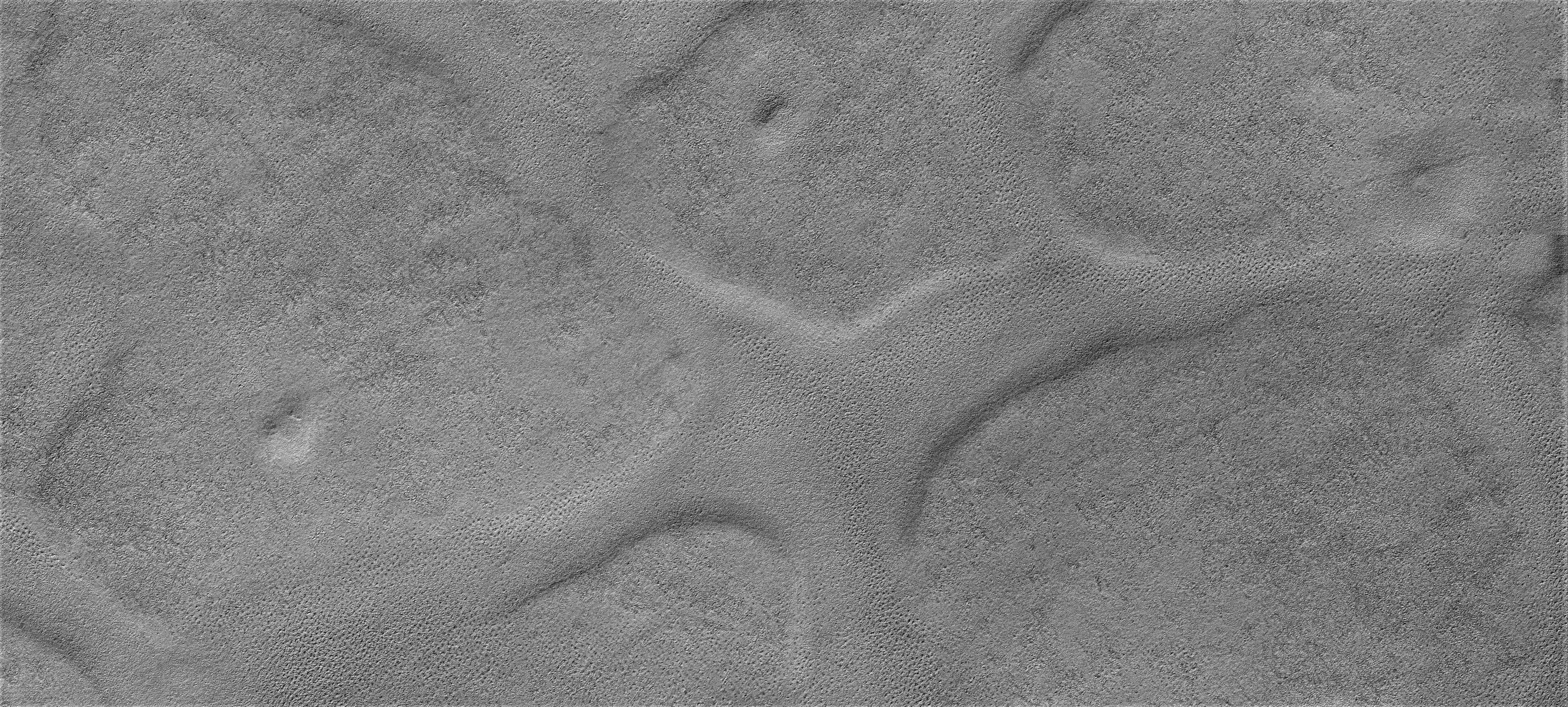
Imatge del grup de turons Abalos Colles

Abalos Colles és un grup de turons del quadrangle Mare Boreum de Mart, situat amb les coordenades planetocèntriques a 78.78 ° latitud N i 293.39 ° longitud O. Té 235.83 de diàmetre i va rebre el nom d'un tret albedo a 72 ° N, 70 ° O. El nom va ser aprovat per la UAI el 2003. El terme "Colles" és utilitzat per turons petits o knobs.